# Melpomene assurgens
Melpomene assurgens är en stensöteväxtart som först beskrevs av William Ralph Maxon, och fick sitt nu gällande namn av Alan Reid Smith och R. C. Moran. Melpomene assurgens ingår i släktet Melpomene och familjen Polypodiaceae. Inga underarter finns listade.